# 치뜨랄다궁

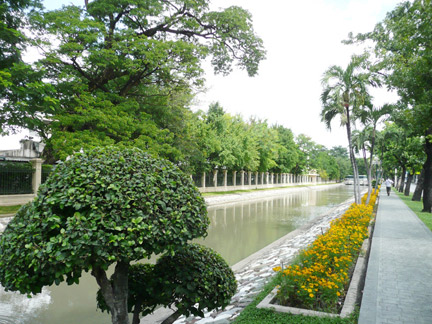
치뜨랄다 궁의 해자

찟라다 궁(태국어: พระตำหนักจิตรลดารโหฐาน, Chitralada Palace)은 태국 방콕에 위치한 궁전으로 태국의 국왕, 왕비의 관저로 사용되고 있다. 푸미폰 아둔야뎃(라마 9세) 국왕은 이 궁에 거주한 최초의 차끄리 왕조의 왕으로 그의 형인 아난타 마히돈(라마 8세)이 1946년 20세의 나이로 의문의 죽음을 당한 이후에 방콕 왕궁에서 이곳으로 옮겼다.

## 개요
찟라다 궁은 해자와 왕실 근위대, 찟라다 스쿨을 갖춘 4km2의 왕궁으로 처음에는 왕실의 아이들을 위해 세워졌다. 이 궁의 건축물은 2단계로 구성되어 있으며, 와치라웃(라마 6세) 국왕에 의해 만들어져 최초로 거주한 사람은 라마 6세가 된다. 치뜨랄다 스쿨은 1958년에 왕실의 아이들과 궁인들을 위해 세워졌다.
태국의 국왕이 농업과 농산업에 지대한 관심을 가지고 있기 때문에 쌀 경작지와 고기를 양식하는 곳, 목장과 가공 공장이 건축되어 있다. 농부들을 교육하는 농산물 연구 센터도 이 왕궁 내에 건립되어 있다. "찟라다"라는 말은 이 왕궁에서 만들어진 많은 생산품의 브랜드이기도 하다.

## 같이 보기
- 방콕 왕궁